# 贺鲁州
贺鲁州，唐朝时设置的羁縻州。
贞观二十三年（649年）以突厥贺鲁部置，确址不详，属单于都护府。后侨治夏州朔方县（今陕西省靖边县北白城子）界。 